# 钒酸钇
钒酸钇（化学式：YVO4）是钇的钒酸盐之一，熔点1825 °C，密度4.22 g/cm3。

## 制备
将氧化钇溶于硝酸得到的硝酸钇和偏钒酸铵在溶液中反应，可以得到钒酸钇。为增加偏钒酸铵在水中的溶解度，需将其溶于氨水：
Y(NO3)3 + NH4NO3 + 2 NH3·H2O → YVO4↓ + 3 NH4NO3 + H2O

## 性质
钒酸钇在可见及其近红外很宽的波段范围内具有良好的透光性，较大的折射率值及双折射率。钒酸钇晶格属于四方晶系，每个正方晶胞含有24个原子，V原子处于4个O形成的四面体的中心，Y被8个O原子包围，不具有反演对称中心。其中，Y-O和V-Y键与V-O键相比有较长的键长，所以Y离子可以相对容易的被取代而不引起晶格的畸变。YVO4具有优良的光学性能以及独特的发光性质，它对于250–350 nm波段的紫外光子具有较好的吸收。此外，在紫外光的激发下，它具有蓝色的宽带发射。

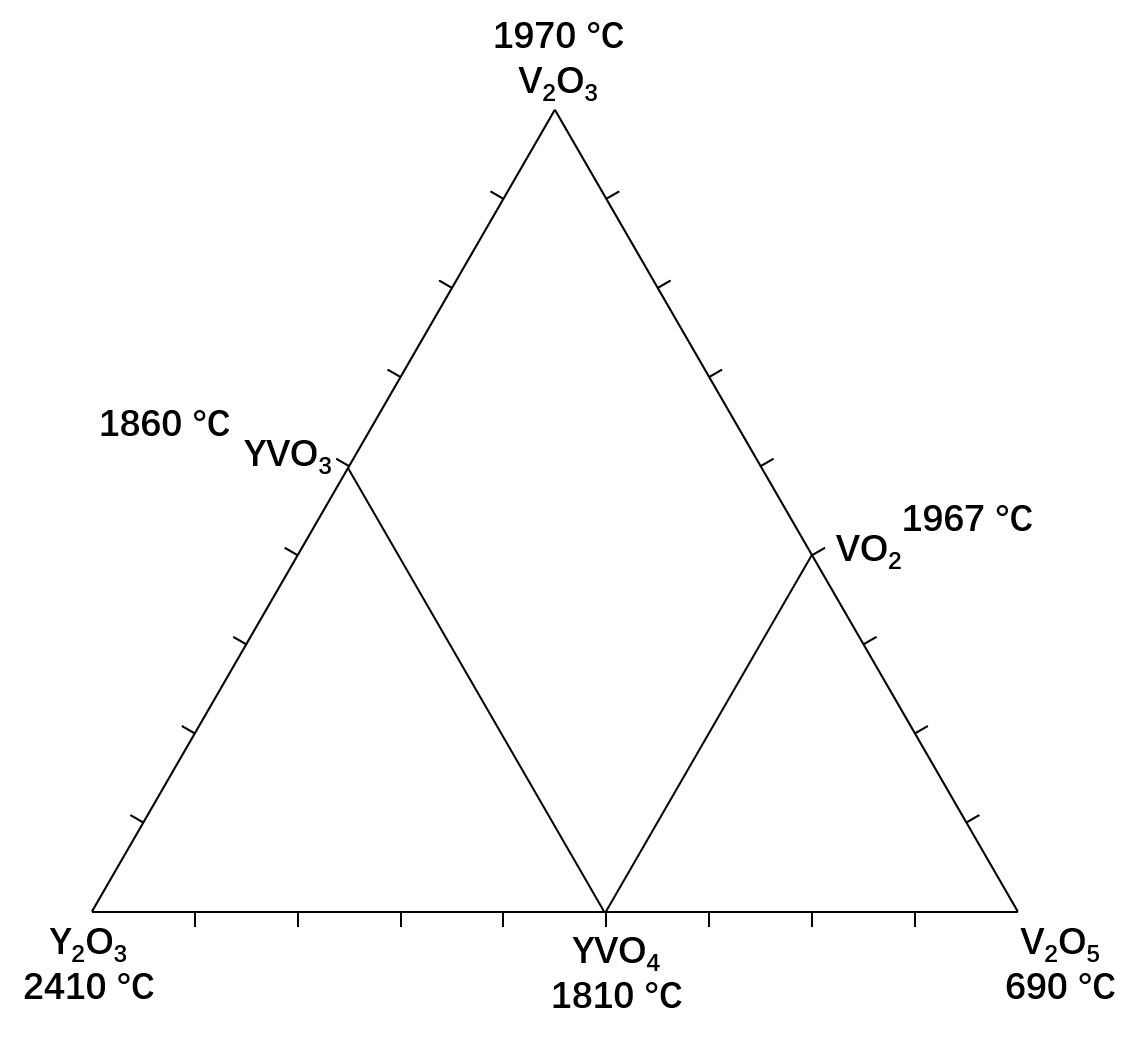
含钒酸钇的相图。